# Gilbert Burns
Gilbert Burns (Río de Janeiro, Brasil; 20 de julio de 1986) es un artista marcial mixto brasileño que actualmente compite en la categoría de peso wélter en Ultimate Fighting Championship. Como luchador, Burns es tres veces campeón del mundo y medallista de oro en la Copa Mundial. Es el hermano mayor del también peleador de UFC, Herbert Burns. Desde el 12 de marzo de 2024, ocupa el puesto número #6 en la clasificación de peso welter de UFC.

## Primeros años
Cuando Burns era joven, su padre se ofreció a arreglar el auto de un cliente a cambio de tres meses de lecciones de jiu-jitsu para todos sus hijos. Burns comenzó a entrenar en la Academia Associação Oriente, una filial de Nova União dirigida por Welton Ribeiro.
Le dieron el apodo de 'Durinho' después de que su hermano mayor fuera llamado 'Todo-Duro', que se traduce aproximadamente como un tipo duro, y se agregó el sufijo -inho para que Burns indicara el diminutivo , o un tipo un poco duro. 

## Carrera de lucha
Entrenó con Nova União hasta el Campeonato del Mundo de 2007, donde quedó en segundo lugar.
En 2009, Burns se hizo reconocido cuando ganó la medalla de plata en el Campeonato Mundial de Jiu-Jitsu . 
En 2010, Burns alcanzó un alto nivel de éxito internacional compitiendo a nivel mundial. Llegó a las semifinales del Abierto de Europa en enero; derrotó al gran favorito Celso Venicius en las pruebas de la Copa Mundial Pro; ganó la final de la Copa del Mundo en Abu Dhabi contra Claudio Mattos y ganó los Nacionales de Brasil en mayo. 
En 2011, Burns logró su mayor reconocimiento al ganar la medalla de oro en el Campeonato Mundial Brasileño de Jiu-Jitsu 2011 . 
En 2015, Burns ganó el bronce en el campeonato de lucha por sumisión de Abu Dhabi ( ADCC ).
En noviembre de 2020, Burns desafió a Nate Diaz a una pelea de lucha en un próximo evento Submission Underground, pero la pelea no llegó a buen término. 
Burns se enfrentó a Rafael Lovato Jr. en el evento principal de Who's Number One el 30 de abril de 2021 y ganó por decisión unánime. 
Luego luchó contra Lucas Barbosa en el evento principal de BJJ Stars 7 el 6 de noviembre de 2021. Burns perdió por sumisión después de quedar atrapado en un estrangulamiento por detrás. 

## Carrera en artes marciales mixtas

### Inicios
Después de ganar el Campeonato Mundial de Jiu Jitsu Brasileño 2011, Burns decidió enfocarse en las AMM. Hizo su debut profesional en enero de 2012.

### The Ultimate Fighter: Brazil
En 2012, Burns fue elegido por el peleador de UFC, Vitor Belfort, para ser el entrenador de lucha de su equipo en la primera temporada de The Ultimate Fighter: Brazil.

### Ultimate Fighting Championship

#### 2014
Burns hizo su debut el 26 de julio de 2014 en UFC on Fox 12, reemplazando a Viscardi Andrade tras una lesión, contra Andreas Stahl. Ganó la pelea por decisión unánime.
Burns se enfrentó Christos Giagos, que hacía su debut en la promoción, en una pelea ligera el 25 de octubre de 2014 en UFC 179. Ganó el combate por sumisión en la primera ronda. Tras la victoria, recibió su primer premio a la Actuación de la Noche.

#### 2015
Se esperaba que Burns se enfrentara a Josh Thomson el 21 de marzo de 2015 en UFC Fight Night 62. Sin embargo, el 26 de febrero, Thomson se retiró de la pelea tras una lesión no revelada y fue reemplazado por Alex Oliveira. Después de ser derribado en las dos primeras rondas, Burns consiguió ganar la pelea por sumisión en la tercera ronda. Tras la victoria, consiguió su segundo premio consecutivo a la Actuación de la Noche.
Se esperaba que Burns se enfrentara a Norman Parke el 30 de mayo de 2015 en UFC Fight Night 67. Sin embargo, Burns se retiró de la pelea debido a una lesión a finales de abril y fue reemplazado por Francisco Trinaldo.
Burns se enfrentó a Rashid Magomedov en UFC Fight Night 77 el 7 de noviembre de 2015. Perdió la primera pelea por decisión unánime, marcando su primera derrota en su carrera de AMM.

#### 2016
Burns se enfrentó a Łukasz Sajewski el 7 de julio de 2016 en UFC Fight Night 90. Ganó la pelea por sumisión en los últimos segundos de la primera ronda.
Burns se enfrentó a Michel Prazeres el 24 de septiembre de 2016 en UFC Fight Night 95. Perdió la pelea por decisión unánime.

#### 2017
Burns tenía previsto enfrentarse con Paul Felder el 11 de febrero de 2017 en UFC 208. Sin embargo, Burns se retiró de la pelea a mediados de enero debido a una lesión.
Burns se enfrentó a Jason Saggo el 16 de septiembre de 2017 en UFC Fight Night 116. Ganó la pelea por nocaut en la segunda ronda.
A principios de noviembre de 2017, Burns declaró que había firmado un nuevo contrato de cuatro peleas con UFC.

#### 2018
Burns tenía programado enfrentar a Olivier Aubin-Mercier el 24 de febrero de 2018 en UFC on Fox 28. Sin embargo, el 21 de febrero de 2018, tanto Burns como Aubin-Mercier fueron retirados del evento, ya que el equipo médico consideró que Burns no estaría seguro de cumplir con el límite de 156 libras.
Burns fue vinculado a una pelea con Lando Vannata el 14 de abril de 2018 en UFC on Fox 29. Sin embargo, el combate nunca se materializó ya que Vannata no pudo aceptar la pelea para la fecha ya que todavía estaba rehabilitando una lesión reciente en el brazo, en cambio, Burns estaba programado para enfrentar al debutante Dan Moret en este evento. Ganó la pelea por nocaut en el primer minuto de la segunda ronda.
Burns enfrentó a Dan Hooker el 7 de julio de 2018 en UFC 226. Perdió la pelea por nocaut en la primera ronda, siendo finalizado por primera vez en su carrera de AMM.
La pelea con Olivier Aubin-Mercier fue reprogramada y finalmente tuvo lugar el 8 de diciembre de 2018 en UFC 231. Burns ganó la pelea por decisión unánime.

#### 2019
Se esperaba que Burns enfrentara al veterano Eric Wisely el 27 de abril de 2019 en UFC Fight Night: Jacaré vs. Hermansson. Sin embargo, se informó el 18 de abril que Wisely se retiró del combate, debido a una lesión. Fue reemplazado por el debutante Mike Davis. Burns ganó la pelea por sumisión en la segunda ronda.
Burns regresó al peso wélter enfrentando a Alexey Kunchenko el 10 de agosto de 2019 en UFC on ESPN+ 14, reemplazando al lesionado Laureano Staropoli. Ganó la pelea por decisión unánime, marcando la primera derrota de Kunchenko en su carrera.
Burns intervino como un reemplazo de última hora para enfrentar a Gunnar Nelson, el 28 de septiembre de 2019 en UFC on ESPN+ 18. Ganó la pelea por decisión unánime.

#### 2020
En la primera pelea de su nuevo contrato de cuatro peleas, Burns se enfrentó a Demian Maia el 14 de marzo de 2020 en UFC Fight Night 170. Ganó la pelea por nocaut técnico en la primera ronda. Tras el combate, recibió su tercer premio por la Actuación de la Noche.
Burns se enfrentó a Tyron Woodley el 30 de mayo de 2020 en el evento estelar de UFC on ESPN: Woodley vs. Burns. Ganó la pelea por decisión unánime. Tras la victoria, recibió su cuarto premio por la Actuación de la Noche.

#### 2021
El 13 de febrero de 2021 Burns se enfrentó al Campeón de Peso Wélter de la UFC, Kamaru Usman en el evento UFC 258. Perdió el combate por nocaut técnico en el tercer asalto.
El 10 de julio de 2021 Burns se enfrentó a  Stephen Thompson en el evento UFC 264. Ganó la pelea por decisión unánime.

#### 2022
El 9 de abril de 2022 Burns se enfrentó al invicto Khamzat Chimaev en el evento UFC 273. Perdió la pelea por decisión unánime aunque su desempeño le valió el bono Pelea de la Noche.

#### 2023
Burns enfrentó a Neil Magny el 21 de enero de 2023 en UFC 283. Ganó la pelea mediante una sumisión en el primer asalto.
Burns enfrentó a Jorge Masvidal el 8 de abril de 2023 en UFC 287. Ganó la pelea por decisión unánime.
Burns enfrentó a Belal Muhammad el 6 de mayo de 2023 en UFC 288. Perdió la pelea por decisión unánime.

#### 2024
Burns enfrentó a Jack Della Maddalena el 9 de marzo de 2024 en UFC 299. Perdió la pelea por nocaut en el tercer asalto.
Está previsto que Burns se enfrente a Sean Brady el 7 de septiembre de 2024 en UFC Fight Night 244 en el evento principal.

## Campeonatos y logros
- Ultimate Fighting Championship
  - Actuación de la Noche (cuatro veces)
  - Pelea de la Noche (una vez) Vs. Khamzat Chimaev

## Linaje de jiu jitsu brasileño
Mitsuyo "Count Koma" Maeda → Carlos Gracie, Sr. → Carlson Gracie→ André Pederneiras  → Rafael Barros → Gilbert Burns

## Récord en artes marciales mixtas
| Resultado | Récord | Oponente              | Método                              | Evento                                      | Fecha                    | Ronda | Tiempo | Localización            | Notas                                        |
| --------- | ------ | --------------------- | ----------------------------------- | ------------------------------------------- | ------------------------ | ----- | ------ | ----------------------- | -------------------------------------------- |
| Derrota   | 22-9   | Michael Morales       | TKO (golpes)                        | UFC Fight Night: Burns vs. Morales          | 17 de mayo de 2025       | 1     | 3:39   | Las Vegas, Nevada       |                                              |
| Derrota   | 22-8   | Sean Brady            | Decisión (unánime)                  | UFC Fight Night: Burns vs Brady             | 7 de septiembre de 2024  | 5     | 5:00   | Las Vegas, Nevada       |                                              |
| Derrota   | 22-7   | Jack Della Maddalena  | TKO (rodillazo y codazos)           | UFC 299                                     | 9 de marzo de 2024       | 3     | 3:43   | Miami, Florida          |                                              |
| Derrota   | 22-6   | Belal Muhammad        | Decisión (unánime)                  | UFC 288                                     | 6 de mayo de 2023        | 5     | 5:00   | Newark, Nueva Jersey    |                                              |
| Victoria  | 22–5   | Jorge Masvidal        | Decisión (unánime)                  | UFC 287                                     | 8 de abril de 2023       | 3     | 5:00   | Miami, Florida          |                                              |
| Victoria  | 21–5   | Neil Magny            | Sumisión (arm triangle choke)       | UFC 283                                     | 21 de enero de 2023      | 1     | 4:15   | Río de Janeiro, Brasil  |                                              |
| Derrota   | 20–5   | Khamzat Chimaev       | Decisión (unánime)                  | UFC 273                                     | 9 de abril de 2022       | 3     | 5:00   | Jacksonville, Florida   | Pelea de la noche                            |
| Victoria  | 20–4   | Stephen Thompson      | Decisión (unánime)                  | UFC 264                                     | 10 de julio de 2021      | 3     | 5:00   | Paradise, Nevada        |                                              |
| Derrota   | 19–4   | Kamaru Usman          | TKO (golpes)                        | UFC 258                                     | 13 de febrero de 2021    | 3     | 0:34   | Las Vegas, Nevada       | Por el Campeonato de peso wélter de UFC.     |
| Victoria  | 19–3   | Tyron Woodley         | Decisión (unánime)                  | UFC on ESPN: Woodley vs. Burns              | 30 de mayo de 2020       | 5     | 5:00   | Las Vegas, Nevada       | Actuación de la Noche.                       |
| Victoria  | 18–3   | Demian Maia           | TKO (golpes)                        | UFC Fight Night: Lee vs. Oliveira           | 14 de marzo de 2020      | 1     | 2:34   | Brasília                | Actuación de la Noche.                       |
| Victoria  | 17–3   | Gunnar Nelson         | Decisión (unánime)                  | UFC Fight Night: Hermansson vs. Cannonier   | 28 de septiembre de 2019 | 3     | 5:00   | Copenhague              |                                              |
| Victoria  | 16–3   | Alexey Kunchenko      | Decisión (unánime)                  | UFC Fight Night: Shevchenko vs. Carmouche 2 | 10 de agosto de 2019     | 3     | 5:00   | Montevideo              | Regresa al peso wélter.                      |
| Victoria  | 15–3   | Mike Davis            | Sumisión (rear-naked choke)         | UFC Fight Night: Jacaré vs. Hermansson      | 27 de abril de 2019      | 2     | 4:16   | Sunrise, Florida        |                                              |
| Victoria  | 14–3   | Olivier Aubin-Mercier | Decisión (unánime)                  | UFC 231                                     | 8 de diciembre de 2018   | 3     | 5:00   | Toronto                 |                                              |
| Derrota   | 13–3   | Dan Hooker            | KO (golpes)                         | UFC 226                                     | 6 de julio de 2018       | 1     | 2:28   | Las Vegas, Nevada       |                                              |
| Victoria  | 13–2   | Dan Moret             | KO (golpes)                         | UFC on Fox: Poirier vs. Gaethje             | 14 de abril de 2018      | 2     | 0:59   | Glendale, Arizona       |                                              |
| Victoria  | 12–2   | Jason Saggo           | KO (golpe)                          | UFC Fight Night: Rockhold vs. Branch        | 16 de septiembre de 2017 | 2     | 4:55   | Pittsburgh, Pensilvania |                                              |
| Derrota   | 11–2   | Michel Prazeres       | Decisión (unánime)                  | UFC Fight Night: Cyborg vs. Lansberg        | 24 de septiembre de 2016 | 3     | 5:00   | Brasília                | Pelea peso acordado (158 libras).            |
| Victoria  | 11–1   | Łukasz Sajewski       | Sumisión (armbar)                   | UFC Fight Night: dos Anjos vs. Alvarez      | 7 de julio de 2016       | 1     | 4:57   | Las Vegas, Nevada       |                                              |
| Derrota   | 10–1   | Rashid Magomedov      | Decisión (unánime)                  | UFC Fight Night: Belfort vs. Henderson 3    | 7 de noviembre de 2015   | 3     | 5:00   | São Paulo               |                                              |
| Victoria  | 10–0   | Alex Oliveira         | Sumisión (armbar)                   | UFC Fight Night: Maia vs. LaFlare           | 21 de marzo de 2015      | 3     | 4:14   | Río de Janeiro          | Actuación de la Noche.                       |
| Victoria  | 9–0    | Christos Giagos       | Sumisión (armbar)                   | UFC 179                                     | 25 de octubre de 2014    | 1     | 4:57   | Río de Janeiro          | Pelea de peso ligero. Actuación de la Noche. |
| Victoria  | 8–0    | Andreas Ståhl         | Decisión (unánime)                  | UFC on Fox: Lawler vs. Brown                | 26 de julio de 2014      | 3     | 5:00   | San Jose, California    | Pelea de peso wélter.                        |
| Victoria  | 7–0    | Paulo Teixeira        | TKO (golpes)                        | Face to Face 7                              | 2 de mayo de 2014        | 1     | 1:02   | Río de Janeiro          |                                              |
| Victoria  | 6–0    | Paulo Gonçalves       | KO (golpe)                          | Coliseu Extreme Fight 8                     | 5 de diciembre de 2013   | 1     | 4:57   | Maceió                  |                                              |
| Victoria  | 5–0    | Rodolfo Coronel       | Sumisión (armbar)                   | Mixed Submission and Strike Arts 3          | 25 de marzo de 2013      | 1     | 3:41   | Río de Janeiro          |                                              |
| Victoria  | 4–0    | Paulo Roberto         | TKO (golpes)                        | CPMMAF - Champion Fights                    | 4 de agosto de 2012      | 1     | 1:30   | Salvador, Bahía         |                                              |
| Victoria  | 3–0    | Vinicius Alves        | Sumisión técnica (rear-naked choke) | Watchout Combat Show 20                     | 27 de julio de 2012      | 1     | 1:59   | Río de Janeiro          |                                              |
| Victoria  | 2–0    | Herels dos Santos     | Sumisión (armbar)                   | Ichigeki Fight Show                         | 15 de junio de 2012      | 1     | 3:30   | São Paulo               |                                              |
| Victoria  | 1–0    | José Salgado          | Sumisión (rear-naked choke)         | Crown Fighting Championships 5              | 28 de enero de 2012      | 1     | 2:40   | St. George, Utah        |                                              |

## Peleas en Pay-per-view
| N.º | Evento  | Pelea           | Fecha                 | Sede     | Ciudad                             | Compras de PPV |
| --- | ------- | --------------- | --------------------- | -------- | ---------------------------------- | -------------- |
| 1.  | UFC 258 | Usman vs. Burns | 13 de febrero de 2021 | UFC Apex | Enterprise, Nevada, Estados Unidos | No Divulgado   |